# 藤原豊沢
藤原 豊沢（ふじわら の とよさわ）は、平安時代初期から前期にかけての貴族。『尊卑分脈』などの系図では藤原北家、伊勢守・藤原藤成の子とされる。秀郷流藤原氏の祖。官位は従四位上・陸奥守。

## 経歴
下野少掾に任ぜられて押領使となり、その職務は代々太田氏や小山氏に至る子孫にまで受け継がれた。
承和7年（840年）従五位下、天安2年（858年）従四位上へと昇進。
仁和3年（887年）8月16日、卒去。

## 出自
彼は政権中央での権力獲得を目指さなかった。父の藤成が任期後に去った後も下野に残り、史生を務めていた母方の鳥取氏との関係を緊密にするなどして、地方豪族としての権力を築いたと見る説がある。
しかし、父とされる藤成の系譜上の位置づけは魚名の子とする説のほか、藤原房前の子とする説、藤原良相の子とする説があって系譜が安定していない。また、魚名から藤原秀郷までわずか五代で二百年が経過しており、虚妄なることは明白とする指摘もある。この説では下野国の鳥取氏が藤原氏に仕え、その系譜を冒したものであるとされる。また、藤成は下野国での活動が史料で確認できず、その子とされる藤原豊沢以降の歴代も六国史などの史料に確認できない。

## 官歴
『田原族譜』、『下野国誌』、『皆川氏系図』による。なお『尊卑分脈』には「備前守従四位上」との官位が見える。
- 時期不詳：下野少掾
- 承和7年（840年）7月：従五位下、下野権守
- 天安2年（858年） 正月11日：従四位上
- 時期不詳：陸奥守

## 系譜
『尊卑分脈』による。
- 父：藤原藤成
- 母：鳥取業俊の娘
- 妻：鳥取豊俊の娘
  - 男子：藤原村雄
  - 男子：藤原秋村
  - 男子：藤原嗣村